# (35073) 1989 TG16
1989 TG16 (asteroide 35073) é um asteroide da cintura principal. Possui uma excentricidade de 0.20642710 e uma inclinação de 0.90637º.
Este asteroide foi descoberto no dia 4 de outubro de 1989 por Henri Debehogne em La Silla.